# Hala (película)

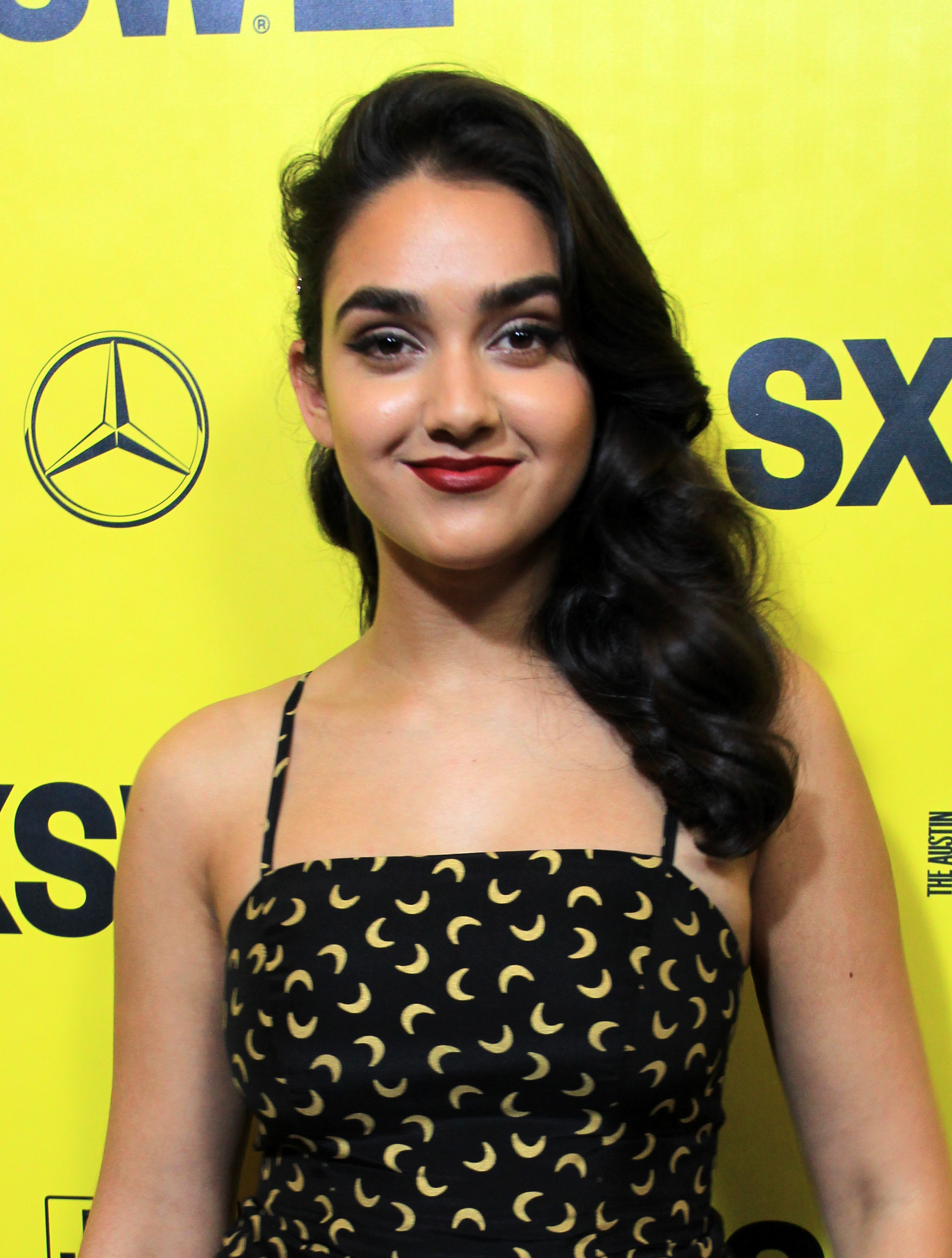
Geraldine Viswanathan, protagonista de Hala.

Hala es una película estadounidense de 2019 escrita y dirigida por Minhal Baig. La película se proyectó en la sección de competencia dramática de EE. UU. en el Festival de Cine de Sundance de 2019 y se estrenó en un estreno limitado en cines el 22 de noviembre de 2019, seguido de transmisión digital el 6 de diciembre de 2019 por Apple TV + . Está basada en un corto anterior de Baig realizado en 2016 con el mismo nombre.

## Sinopsis
Hala Masood es una niña musulmana paquistaní estadounidense de diecisiete años que lucha con el choque de los valores de su familia frente a sus deseos. A su madre le preocupa que Hala esté cerca de los chicos y ande en patinete, mientras que está enamorada en secreto de un chico de su escuela llamado Jesse, que no es musulmán (se espera que Hala concierte su matrimonio con un hombre musulmán). Las cosas gradualmente llegan a un punto crítico cuando Hala se siente atraída hacia Jesse, en contra de los deseos de su familia. Mientras tanto, se entera de que el matrimonio de sus padres tiene problemas que nunca antes había conocido.

## Reparto
- Geraldine Viswanathan como Hala Masood
- Jack Kilmer como Jesse
- Purbi Joshi como Eram Masood
- Azad Khan como Zahid Masood
- Gabriel Luna como el Sr. Lawrence
- Anna Chlumsky como Shannon Taylor
- Taylor Blim como Melanie

## Producción
En noviembre de 2017, Geraldine Viswanathan, Jack Kilmer, Anna Chlumsky, Gabriel Luna, Purbi Joshi y Azad Khan se unieron al elenco de la película, con Minhal Baig como directora y guionista.

## Estreno
Se estrenó en el Festival de Cine de Sundance el 26 de enero de 2019. Poco después, Apple TV+ adquirió los derechos de distribución de la película. Fue lanzada en un estreno teatral limitado el 22 de noviembre de 2019, seguido de transmisión digital el 6 de diciembre de 2019.

## Recepción
Hala recibió críticas positivas con un 86% en el sitio web del agregador de reseñas Rotten Tomatoes, basado en 37 reseñas, con un promedio de 7.4/10. El consenso de los críticos dice: "Apoyada por una poderosa actuación central de Geraldine Viswanathan, Hala ofrece una mirada perspicaz al viaje de autodescubrimiento de una joven". En Metacriticla película tiene una calificación de 75 sobre 100, basada en 11 críticos, lo que indica "críticas generalmente favorables".
En una crítica positiva para The AV Club, Saloni Gajjar elogió la película por arrojar "una nueva luz sobre los ostrop del autodescubrimiento adolescente". Escribiendo para Variety, Amy Nicholson elogió el "toque naturalista" de Baig y la actuación de Viswanathan, diciendo que demostró "su rango y, con suerte, longevidad". Las críticas se dirigieron a la segunda mitad de la película, con Beandra July, escribiendo para The Hollywood Reporter, criticando el "final entrecortado e incoherente" de la película.